# Baliya
Baliya (nep. बलिया) – gaun wikas samiti w zachodniej części Nepalu w strefie Seti w dystrykcie Kailali. Według nepalskiego spisu powszechnego z 2001 roku liczył on 5870 gospodarstw domowych i 31851 mieszkańców (16042 kobiet i 15809 mężczyzn).